# Roncesvalles (Kolumbia)
Roncesvalles – miasto w Kolumbii, w departamencie Tolima.